# Ignatius Donnelly

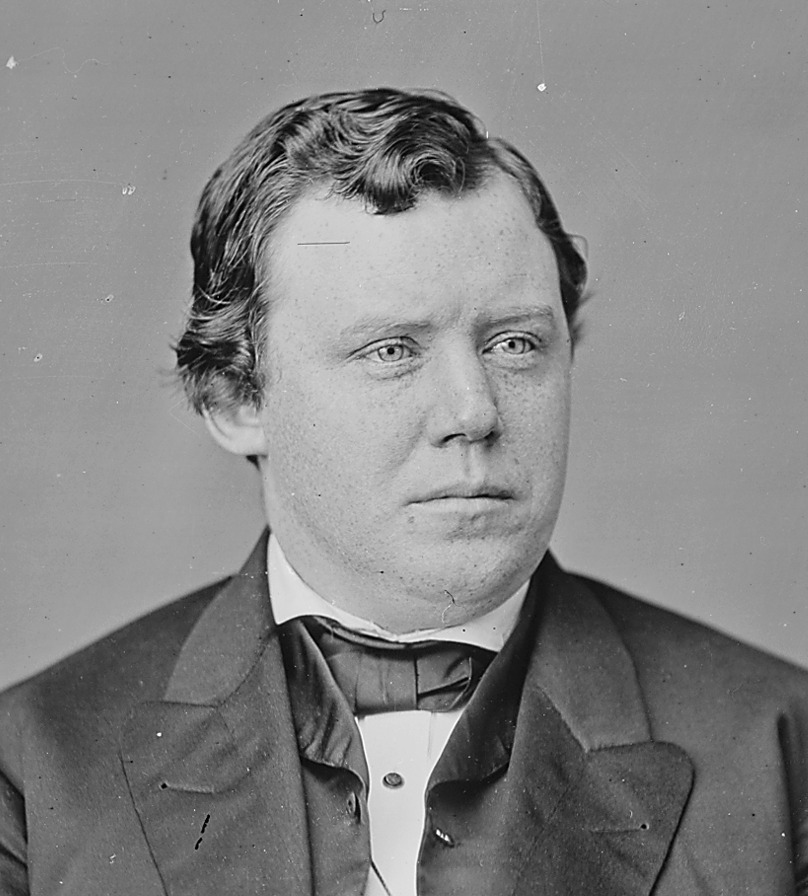
Ignatius Donnelly

Ignatius Loyola Donnelly, född 3 november 1831 i Philadelphia i Pennsylvania, död 1 januari 1901 i Minneapolis i Minnesota, var en amerikansk författare och politiker som blev känd på grund av sina teorier om Atlantis och William Shakespeare. Han var republikansk viceguvernör i delstaten Minnesota 1860-1863 och ledamot av USA:s representanthus 1863-1869. Han var Populistpartiets vicepresidentkandidat i presidentvalet i USA 1900.
Donnellys grav finns på Calvary Cemetery i Saint Paul, Minnesota.

## Böcker på svenska
- Världens undergång: en roman från det tjugonde århundradet (1891) (Cæsar's column, 1890)
- Civilisationens undergång: en roman från det tjugonde århundradet (Arbetet, 1892)
- Den gyldene flaskan eller berättelsen om Ephraim Benezet från Kansas (översättning Victor Pfeiff, Looström, 1893) (The golden bottle or The story of Ephraim Benezet of Kansas, 1892)